# بسته‌بندی آژیدن

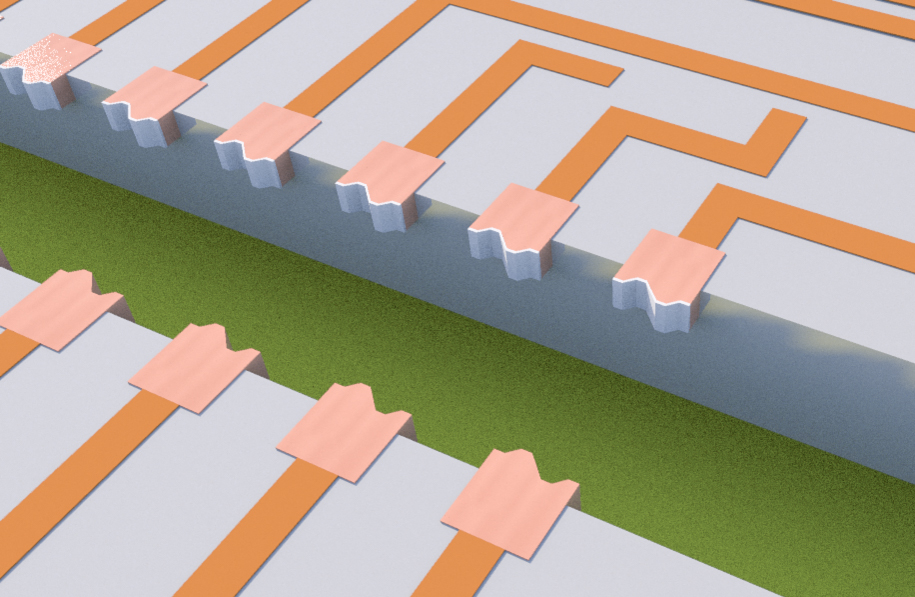
بسته‌بندی آژیدن «گِرهک‌ها» از لبه ریزتراشه‌ها را به بیرون گسترش می‌دهد.

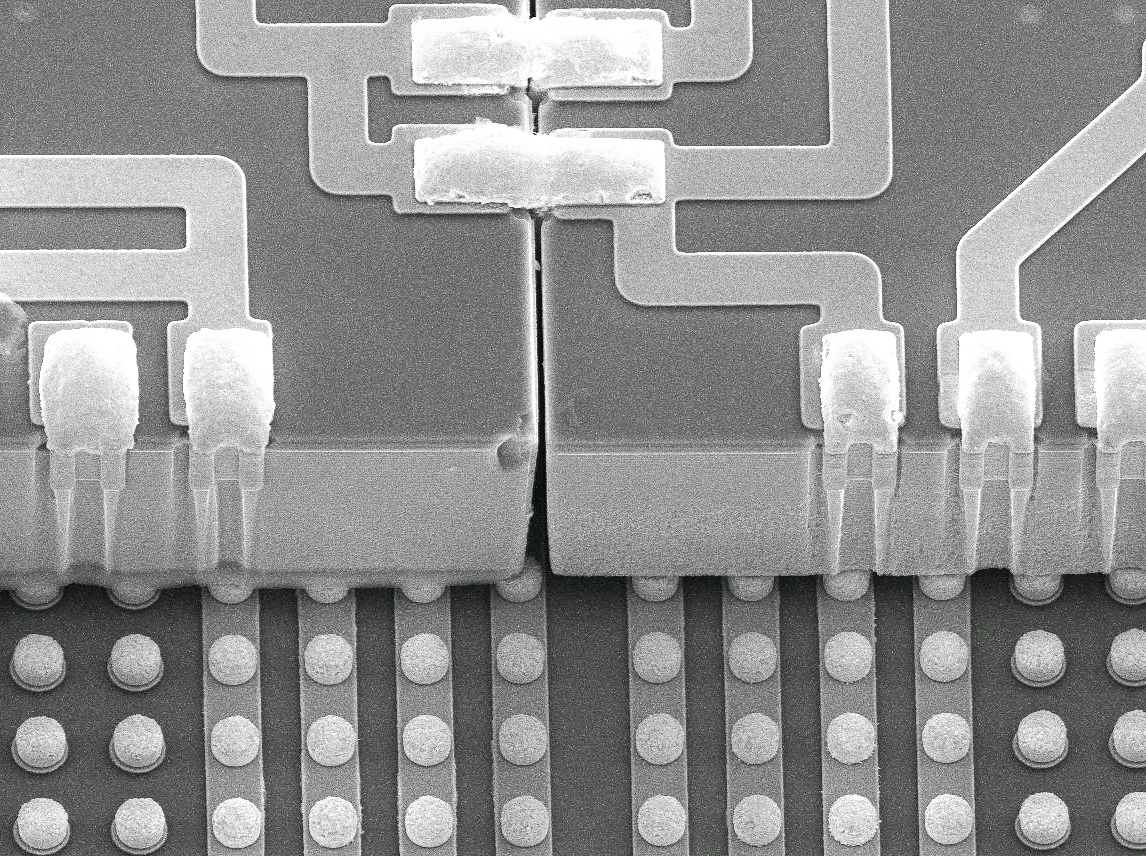
گرهک‌های بسته‌بندی آژیدن در بالا لحیم کاری شده‌اند تا میان‌هابند تراشه به تراشه را فعال کنند

بسته‌بندی آژیدن (QP) (به انگلیسی: Quilt Packaging) یک بسته‌بندی مدار مجتمع و فناوری بسته‌بندی میان‌هابند تراشه به تراشه  است که با بهره‌گیری از ساختارهای «گرهکی» که به صورت افقی از لبه های ریزتراشه‌ها گسترش یافته‌اند تا از نظر الکتریکی و مکانیکی میان‌هابندش‌های قوی تراشه به تراشه را ایجادکنند.
گرهک‌های QP به عنوان بخشی جدایی ناپذیر از ریزتراشه با استفاده از تکنیک‌های استاندارد برساخت قطعات نیم‌رسانا مرحله پسین خط ایجاد می‌شوند. سپس لحیم‌کاری در بالای گرهک‌ها آبکاری الکتریکی می‌شود تا بتواند با دقت هم‌ترازی (به انگلیسی: alignment) زیرمیکرون (به انگلیسی: sub-micron)، تراشه را به تراشه میان‌هابندش (به انگلیسی: interconnection) کند.
«تراشک‌های» (به انگلیسی: chiplet)‌های کوچک با عملکرد بالا که از هر نوع مواد نیم‌رسانا (سیلیکون، گالیم آرسنید، سیلیکون کاربید، گالیم نیترید و غیره) ساخته می‌شوند، می‌توانند با هم «آژیده» شوند تا یک فراتراشه (به انگلیسی: meta-chip) چند کاره بزرگتر ایجاد شود. بنابراین، فناوری QP می‌تواند چندین تراشه را با فناوری‌های متفاوت یا مواد زیرلایه در پیکربندی‌های ۲٫۵بُعدی و ۳بُعدی مسطح ادغام کند.